# Aeropuerto de Rotuma
El Aeropuerto de Rotuma  (en inglés: Rotuma Airport) (IATA: RTA, ICAO: NFNR) es un aeropuerto al servicio de la isla de Rotuma una de las que conforma el archipiélago y nación de Fiyi. Se encuentra cerca de Else'e, un pueblo en el distrito de Malhaha. Es gestionado por una institución denominada Airports Fiji Limited.
El aeropuerto fue construido a una altitud de 7 m (22 pies) sobre el nivel medio del mar . Cuenta con una pista de aterrizaje, que es 1.494 metros (4.902 pies) de longitud. 
Fiji Airways viaja a través de Fiji Link con destino al aeropuerto internacional de Nadi, el principal del país.

## Aerolíneas y destinos
| Aerolíneas   | Destinos   |
| ------------ | ---------- |
| Fiji Link    | Nadi, Suva |
| Northern Air | Nadi, Suva |